# Мухаммад ібн Сурі
Мухаммад ібн Сурі (перс. محمد بن سوری; помер 1011) — малік династії Гурідів.

## Правління
Зазнав поразки від газневідського правителя Махмуда, втративши частину володінь.